# Операизм
Операи́зм (итал. Operaismo) — разновидность интернационально распространенного автономистского марксизма, течение итальянской мысли 1960-х, базирующееся вокруг журналов «Красные тетради» и «Рабочий класс», развивающее идеи групп Джонсон-Форест из США и «Социализм или варварство» из Франции, позже окончательно сформировавшиеся в автономизм.

## Теория
Операисты считали, что общество неотчужденного, свободного труда невозможно в рамках индустриального конвейера (фордизма), оспаривая традиционную марксистскую ценность «освобожденного труда». Фордизм должен уступить место обществу, основанному на приоритете информационных технологий. Для того чтобы вынудить капитал развить новые технологии, необходимо отказываться от работы в рамках фордизма. Лозунгом того времени стало: «Меньше работы, больше оплаты!». Это и была теория автономной борьбы, зародившаяся на больших северных фабриках в форме забастовок, саботажа и замедления работы, а также повседневной борьбы против превращения жизни в работу. Вскоре к старым методам добавились новые: захват пустующих домов сквоттерами и обобщение тактики самовольного снижения цен, иногда даже «пролетарский шоппинг» в виде массового грабежа.

## История
Захват в 1962 г. офиса социал-демократического профсоюза на Пьяцца Стауто бастующими рабочими Фиата стал переломной точкой в истории рабочего движения Италии, которое больше не контролировалось эволюционирововавшими до ультра-реформизма ИКП и ИСП. Интеллектуалы из обеих партий теперь пытались дать теоретическую основу новой автономной борьбе. С этой целью операисты практиковали своего рода «квесты» (inchiesta operaia), или case studies в рамках конкретного производства, изучали технологии саботажа и прочих способов сопротивления вне рамок бюрократической партии и этаблированных профсоюзов. Проповедовалось нарушение «буржуазной» дисциплины, впрочем как и партийной: 17 февраля 1977 г. ИКП направило коммунистического профсоюзного лидера Лучано Ламу с поручением уговорить операистскую группу «Индейцы Метрополии» прекратить захват Римского университета.
В большой открытой зоне кампуса, где он должен был выступать, Лама обнаружил другую платформу со своим манекеном (дополненным его знаменитой трубкой). На нём было вырезано большое красное сердечко с надписью обыгрывающей его имя — «Nessuno L'ama» (никто его не любит). Вокруг этой платформы собралась толпа «Индейцев Метрополии». Когда Лама начал выступление, они начали скандировать: «Жертвы, жертвы, мы хотим жертв!... Мы требуем меньше работы и больше зарплаты!»

## Операистские группы
- Рабочая власть

## Теоретики
- Романо Алкуати
- Франко «Бифо» Берарди (Franco Berardi)
- Серджио Болонья (Sergio Bologna)
- Паоло Вирно
- Данило Монтальди (Danilo Montaldi)
- Антонио Негри
- Раньеро Панцьери (Raniero Panzieri)
- Карл-Хайнц Рот
- Марио Тронти
- Майкл Хардт